# Lưu Trường Xuân
Lưu Trường Xuân (tiếng Trung: 劉長春) sinh năm 1909 trên đảo Ngõa Phòng Điếm, Phụng Hệ, Trung Quốc (nay Ngõa Phòng Điếm, Đại Liên, tỉnh Liêu Ninh), mất ngày 21 tháng 2 năm 1983 tại Đại Liên, Trung Quốc) là một vận động viên chạy nước rút của Trung Quốc. Lưu Trường Xuân là vận động viên đầu tiên đại diện cho Trung Quốc thi đấu tại một Thế vận hội Olympic. Ông là đối thủ cạnh tranh duy nhất từ Trung Hoa Dân quốc tại Thế vận hội Mùa hè 1932 ở Los Angeles; bốn năm sau, ông lại đại diện cho Trung Hoa Dân Quốc tại Thế vận hội Mùa hè 1936 ở Berlin. Sau này, ông cũng là một huấn luyện viên điền kinh, một giáo viên giáo dục thể chất và một quản trị viên thể thao.

## Giải thưởng
- Vô địch Trung Quốc 100 m - 1930, 1933, 1935
- Vô địch Trung Quốc 200 m - 1930, 1933
- Vô địch Trung Quốc 400 m - 1930